# La Grange (Missouri)
La Grange é uma cidade localizada no estado americano de Missouri, no Condado de Lewis.

## Demografia
Segundo o censo americano de 2000, a sua população era de 1000 habitantes.
Em 2006, foi estimada uma população de 943, um decréscimo de 57 (-5.7%).

## Geografia
De acordo com o United States Census Bureau tem uma área de
4,3 km², dos quais 3,6 km² cobertos por terra e 0,7 km² cobertos por água. La Grange localiza-se a aproximadamente 190 m acima do nível do mar.

## Localidades na vizinhança
O diagrama seguinte representa as localidades num raio de 20 km ao redor de La Grange.